# Lajos Pálfalvi
Lajos Pálfalvi (ur. 23 października 1959 r. w Peczu) – węgierski historyk i krytyk literatury, pedagog i tłumacz.

## Życiorys
W latach 1979–1984 odbył studia węgiersko-polsko-rosyjskie na Uniwersytecie im. Loránda Eötvösa w Budapeszcie (węg. Eötvös Loránd Tudományegyetem, ang. Eötvös Loránd University). Następnie był pracownikiem biblioteki Węgierskiej Akademii Nauk (1984–1999), a w latach 1987–1993 – wykładowcą historii literatury polskiej na Uniwersytecie im. Loránda Eötvösa w Budapeszcie. Był także wykładowcą historii literatury węgierskiej na Uniwersytecie Jagiellońskim w Krakowie (1993–1994) oraz literatury polskiej i historii kultury na Uniwersytecie w Peczu (1996–2000). Od 2000 r. jest kierownikiem Katedry Filologii Polskiej Katolickiego Uniwersytetu im. Pétera Pázmánya w Budapeszcie (węg. Pázmány Péter Katolikus Egyetem, ang. Pázmány Péter Catholic University), a od 2014 r. kierownikiem Instytutu Europy Środkowej na tym uniwersytecie. W latach 2000–2002 – kierownik działu czasopisma literackiego „Nagyvilág” (węg. odpowiednik „Literatury na Świecie)”.

## Nauka
W 1993 r. uzyskał stopień doktora na podstawie rozprawy poświęconej polskiej literaturze na emigracji pt. Tény és metafora. A lengyel emigració prózairodalma, 1945–1980 (Fakt i metafora. Literatura prozatorska polskiej emigracji 1945–1980), a w 2015 – stopień doktora habilitowanego na podstawie rozprawy habilitacyjnej poświęconej twórczości Witolda Gombrowicza pt. A Transz-Atlantik megállói. Gombrowicz (Przystanki transatlantyckie. Gombrowicz).

## Działalność tłumaczeniowa
Tłumacz na język węgierski tekstów m.in.: Władysława Reymonta, Sławomira Mrożka, Czesława Miłosza, Witolda Gombrowicza, Kazimierza Brandysa, Andrzeja Stasiuka, Olgi Tokarczuk, Krzysztofa Vargi, Józefa Mackiewicza Stanisława Vincenza (Dialogi z Sowietami).

## Nagrody
- 2003 – laureat nagrody im. László Wesselya
- 2013 – nagroda „Za promocję polskiej książki w świecie” przyznawana przez Fundację Kultury Polskiej
- 2014 – laureat nagrody im. Józsefa Attili
- 2017 – laureat 13. edycji nagrody Transatlantyk za szczególne osiągnięcia w zakresie promocji literatury polskiej na świecie

## Twórczość
Tłumaczenia [wybór]
- Brandys K., Rondó [Rondo], Pecz 2002.
- Gombrowicz W., Cselédlépcsőn (Bakakaj), współtłumacz: Körner G., Budapeszt 1997.
- Gombrowicz W., Testamentum [Testament], Budapeszt 1993.
- Gretkowska M., Szenvedélynapló [Namiętnik], współtłumacz: Keresztes G., Budapeszt 2002.
- Herling-Grudziński G., A második eljövetel. Válogatott esszék és elbeszélések [Drugie przyjście. Wybór esejów i opowiadań], współtłumacze: Mihályi Zs., Galambos Cs., Körner G., Budapeszt 1998.
- Herling-Grudziński G., A sivatag forró lehelete [Gorący oddech pustyni], współtłumaczki: Körtvélyessy K., Mihályi Zs., Budapeszt 2004.
- Hugo-Bader J., Fehér láz (Biała gorączka), współtłumaczka: Mihalyi Zs., Budapeszt 2012.
- Janion M., A vámpír. Szimbolikus biográfia (Wampir. Biografia symboliczna), Budapeszt 2006.
- Kowalewski W., A szép szoba [Bóg zapłacz!], Budapeszt 2003.
- Libera A., A Madame (Madame), Budapeszt 2000.
- Miłosz Cz., Szülőhazám, Európa (Rodzinna Europa), współtłumacze: Bojtár E., Cservenits J., Péter É., Bratysława–Budapeszt 1993.
- Miłosz Cz., Az Ulro országa (Ziemia Ulro), Budapeszt 2001.
- Miłosz Cz., A rabul ejtett értelem (Zniewolony umysł), współtłumacze: Fejér I., Gimes R., Murányi B., Budapeszt 1992.
- Miłosz Cz., Metafizikai pauza (Metafizyczna pauza), współtłumacze: Mihályi Zs. i in., Budapeszt 2011.
- Miłosz Cz., Családias Európa (Rodzinna Europa), współtłumacze: Mihalyi Zs. i in., Bratysława 2011.
- Mrożek St., Ketchup [Keczup], współtłumacze: Körner G., Mihályi Zs., Reiman J., Szenyán E., Budapeszt 1995.
- Mrożek St., Leckék a legújabb kori történelemből [Pogadanki z najnowszej historii], Budapeszt 1992.
- Reymont W., A vámpír (Wampir), Budapeszt 1990.
- Stasiuk A., Hogyan lettem író [Jak zostałem pisarzem], Budapeszt 2003.
- Szczypiorski A., A szép Seidenmanné (Początek), Budapeszt 1992.
- Tokarczuk O., Sok dobon játszani (Gra na wielu bębenkach), współtłumaczka: Mihályi Zs., Budapeszt 2006.
- Varga K., Mangalicacsárdás [Czardasz z mangalicą], Budapeszt 2015.
- Varga K., Lángos a jurtában [Langosz w jurcie], Budapeszt 2017.
- Varga K., Műmárvány síremlék (Nagrobek z lastryko), Budapeszt 2011.
- Varga K., Fejlődésregény – Tequila [Bildungsroman – Tequila], współtłumacz: Keresztes G., Budapeszt 2008.
- Vincenz St., Tájak – történelemmel [Krajobrazy – z historią], współtłumaczka: Szenyán E., Pecz 1994.
- Vincenz St., Találkozás haszidokkal [Tematy żydowskie], Budapeszt 2001.

Teksty naukowe [wybór]
- Palfalvi L., Janek und Xenia, [w:] Verschränkte Kulturen, Frank und Timme, red. T. Harmat, Z. Soproni. 2018, s. 35-50.
- Palfalvi L., Recepcja Józefa Mackiewicza na Węgrzech, „Archiwum  Emigracji: studia, szkice, dokumenty” 2002/2003, nr 56, s. 190–193.
- Palfalvi L., Węgierski Gibraltar i serbskie Ateny, „Porównania” 2012, nr 1, s. 319-326.
- Palfalvi L., Vyratavanne z Utopii u gistoryju, „Arche Pacatak” 2014, nr 5, s. 553-556.
- Palfalvi L., Z węgierskiej perspektywy. Olga Tokarczuk, rozm. przepr. Sandra Trela, „Postscriptum Polonistyczne” 2020, nr 1, s. 209-214.